# Operating System Embedded
Operating System Embedded, förkortat OSE, är ett realtidsoperativsystem utvecklat av Enea. Används bland annat i Ericssons radiobasstationer inom Ericsson CPP och i modemprocessorer från ST-Ericsson.
OSE har sitt ursprung i konstruktörerna Johan Fornaeus och Bengt Eliassons arbete på Saab 39 Gripen. En tidig version för Zilog Z80-processorn kallades OS80, och år 1989 omtalas operativsystemet under namnet OS68 men idag finns olika varianter av OSE för exempelvis ARM-, MIPS och PowerPC-processorer.
OSE använder signaler i form av meddelanden mellan processer i systemet och varje process har en egen kö med signaler. 